# Cour d'appel des États-Unis pour les revendications des anciens combattants
La Cour d'appel des États-Unis pour les revendications des anciens combattants (en anglais : U.S. Court of Appeals for Veterans Claims) — référencée dans les affaires judiciaires sous l'abréviation Vet. App. — est une juridiction d'appel du système judiciaire fédéral des États-Unis qui a été établie en vertu de l'article I de la Constitution des États-unis en 1988. Elle connaît en appel des jugements du Board of Veterans' Appeals, et ses décisions peuvent aussi être interjetées en appel auprès de la Cour d'appel des États-Unis pour le circuit fédéral.